# XIX. (II. Königlich Sächsisches) Armee-Korps
Das XIX. (II. Königlich Sächsisches) Armee-Korps war von 1899 bis 1919 ein Großverband und gleichzeitig eine territoriale Kommandobehörde der Sächsischen Armee.

## Gliederung

### Friedensgliederung am 13. Juli 1913
- 24. Division (2. Königlich Sächsische) in Leipzig
- 40. Division (4. Königlich Sächsische) in Chemnitz
- Landwehr-Inspektion Chemnitz
- 2. Königlich Sächsisches Pionier-Bataillon Nr. 22
- 2. Königlich Sächsisches Train-Bataillon Nr. 19
- Maschinengewehr-Abteilung Nr. 8

### Kriegsgliederung am 17. August 1914
- 24. Division (2. Königlich Sächsische)
- 40. Division (4. Königlich Sächsische)
- II. Abteilung/1. Königlich Sächsisches Fußartillerie-Regiment Nr. 12
- Flieger-Abteilung Nr. 24
- 2. Königlich Sächsisches Train-Bataillon Nr. 19
- Fernsprech-Abteilung Nr. 19
- Scheinwerferzug/2. Königlich Sächsisches Pionier-Bataillon Nr. 22

## Geschichte
Das Korps wurde am 1. April 1899 errichtet und hatte sein Generalkommando in Leipzig. Es war der II. Armee-Inspektion unterstellt. Zum Einzugsgebiet des Korps zählten 1901 die Bezirkshauptmannschaften Leipzig und Zwickau, ab 1903 die Kreishauptmannschaften Chemnitz, Leipzig sowie Zwickau.
Bei Ausbruch des Ersten Weltkriegs im August 1914 wurde das Korps unter General der Kavallerie Maximilian von Laffert der 3. Armee unterstellt. Es kam während des gesamten Krieges an der Westfront zum Einsatz. Stabschef des Korps war zu Kriegsbeginn Oberstleutnant Georg Frotscher, die 24. Division führte Generalleutnant Krug von Nidda und die 40. Division stand unter Generalleutnant Götz von Olenhusen.
Bis zum 20. August erreichte die das neutrale Belgien durchschreitende 3. Armee die Linie Spontin-Ciergnon-Raum östlich Dinant. Durch verlustreichen Kampf in, nördlich und südlich Dinant am 23. August aufgehalten, gelang es nur kleineren Abteilungen, die Maas zu überschreiten. Am linken Flügel der 3. Armee eingesetzt trug das XIX. Armeekorps den Angriff gegen Givet und Fumay vor. Das Korps erreichte mit der 24. Division Romedenne, die 40. Division gelangte, durch feindliche Nachhuten aufgehalten, erst am Abend östlich Fumay an die Maas. Am 24. August gelang es aus Mangel an Brückengerät nicht, den Fluss zu überschreiten, am 27. August wurde die 40. Division über Revin dem bereits vorgehenden Teilen des Korps nachgezogen. Das XIX. Korps das westlich von Charleville-Mézières nach Süden vorging, sollte bis zum 29. August die Aisne bei Attigny erreichen. Am 31. August hielt der Gegner gegenüber dem Korps am südlichen Ufer noch stand, erst am Abend gelang der Flussübergang. Am 1. September wich das französische 17. Korps überraschend kampflos auf die Vesle zurück, so dass am Abend Semide erreicht werden konnte.
Am linken Flügel war als linker Nachbar das VIII. Korps der 4. Armee über Vouziers im Vorgehen auf Somme Py. Das XIX. Korps wurde am 2. September zur Verfolgung in Richtung auf  St. Hilaire le Grand angesetzt. Die 40. Division traf vor St. Marie a Py-Somme Py auf neuerlichen Widerstand. Die 24. Division ging am rechten Flügel des Korps über Leffincourt-Machault auf St. Souplet vor. Am 3. September marschierte die 24. Division über Mourmelon-le-Grand und die 40. Division unter Brechung  geringen Widerstandes bei Cuperly weiter auf Châlons-sur-Marne vor. Dem XII. und XIX. Armeekorps gelang es erst im Laufe des 4. September, die Marne von Tours bis Chalons zu forcieren und die dortigen Brücken zu nehmen.
Am 5. September befand sich der Gegner in vollem Rückzug hinter die Aube. Die 3. Armee stieß weiter nach Süden vor und nahm dabei mit dem rechten Flügel Reims ein. Am 6. September begann die erste Marneschlacht, die 3. Armee wurde vorerst mit zwei Korps im Raum Vitry-en-Perthois durch französische Gegenangriffe in neue Kämpfe verwickelt. Am linken Flügel der 3. Armee stehend, griff das Korps zur Unterstützung der 4. Armee über Coole-Maisons-en-Champagne in den Kampf ein. Das Korps ging nach dem Hilferuf des rechten Nachbarn (VIII. Armeekorps) über das Marschziel Loisy-sur-Marne hinaus über Glannes zum Flankenangriff in südöstlicher Richtung vor. Am 7. September ordnete Generaloberst von Hausen die Fortsetzung der Angriffe nach Süden an, nachdem das XIX. und XII. Armee-Korps bereits in die heftigsten Kämpfe verwickelt war, wurde auch das XII. Reserve-Korps im Kampf bei Fère-Champenoise eingeführt.
Gegen Mittag des 9. September schien die Lage der 3. Armee durchaus stabil; der Ostflügel hatte überlegenem Gegner standgehalten, die Mitte und der westliche Flügel war am Maurienne-Abschnitt erfolgreich. Das XIX. Armeekorps hielt seine bisherige Stellung.
Die Gesamtlage brachte aber am 10. September auch für die 3. Armee den Rückzugsbefehl, das XIX. Armeekorps hatte westlich Vitry-le-François länger standzuhalten, bis die Zurücknahme der Mitte und des rechten Flügels der 3. Armee gewährleistet war.
Erst am 11. September begann für das XIX. Korps der Rückzug; am Morgen wurden die Truppen über die Linie Chaintrix – Vatry – Maisons-en-Champagne zurückgenommen, bis zum Abend war der Rückzug auf das Nordufer der Marne vollzogen. Beim weiteren Rückzug über die Vesle brach das sächsische XIX. Armee-Korps zuerst auf, das XII. Armee-Korps folgte dahinter, beide wurden zur Unterstützung der bedrängten 2. Armee nach Nordwesten gelenkt. Dem XIX. Armee-Korps wurde als neuer Abschnitt die Stellung bei Suippes zugeteilt und es hielt nach Osten wieder Verbindung mit der 4. Armee. Nach dem Abgang des XII. Korps zur Schließung der Frontlücke an den rechten Flügel der 2. Armee nach Juvincourt, verblieb das XII. Reserve-Korps und das XIX. Korps während der Aisneschlacht bis Oktober an der Linie Aubérive-Souain in der westlichen Champagne.
Infolge des Wettlaufes zum Meer wurde das Korps nach Norden umgruppiert. Durch das XIV. Armee-Korps, das nördlich Lens mit den Franzosen rang, links gedeckt, wurde das XIX. Korps bei und östlich Valenciennes ausgeladen. Es wurde dem nördlichen Flügel der 6. Armee zugeteilt, konnte bis 12. Oktober Lille besetzen und marschierte im Raum westlich von Armentières auf, wo es in mehrjährigen Stellungskrieg überging. Mitte Oktober 1914 wurde das Generalkommando VII. Korps als neuer linker Nachbar im Raum La Bassée eingeschoben.
Nach dem Verlust von Pozières wurde das XIX. A.K. am 10. August 1916 zur Ablösung der Gruppe Boehn (IX. R.K.) an die Somme verlegt und erhielt neben den Stammdivisionen (24. und 40. I.D.) auch die 16. Division zugeteilt, um die Engländer an der Mouquet Farm aufzuhalten. Schon nach zwei Wochen wurde das als Gruppe Laffert bezeichnete Generalkommando wieder aus dem Großkampf herausgezogen und durch das Garde-Reserve-Korps (Gruppe Marschall) ersetzt.
Zwischen 7. Januar bis 13. Juni 1917 wurde das Korpskommando XIX als Gruppe Wytschaete bezeichnet. Am Morgen des 21. Mai 1917 wurde die Schlacht von Messines durch die britische 2. Armee unter General Plumer eingeleitet: etwa 2100 Geschütze beschossen 17 Tage lang ununterbrochen die Stellungen der Gruppe Wytschaete (Generalkommando XIX. Armee-Korps). Am 7. Juni begann nach der Sprengung von 19 Minen der englische Infanterieangriff. Durch die Explosionen wurden die Stellungen der in Ablöse stehenden 40. Division und der 3. bayerische Division fast vollständig vernichtet. Weitere Minen detonierten im nördlicher anschließenden Abschnitt der 2. und 35. Division. Etwa 9000 Soldaten fielen oder gerieten, großteils verschüttet oder bereits vom Gegner abgeschnitten, in Gefangenschaft. Innerhalb von drei Stunden war die gesamte deutsche Stellung eingenommen, die in Reserve stehende Eingreifdivisionen (7. Division und 1. Garde-Reserve-Division) konnten durch die Schnelligkeit des Geschehens nicht schnell genug nach vorne gebracht werden. Der Frontbogen fiel in schweren Kämpfen bis 14. Juni vollständig in britische Hände.

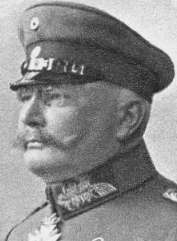
Adolph von Carlowitz

Am 14. Juni 1917 übernahm das Generalkommando bei der 6. Armee die Gruppe „Aubers“, unterstellt waren die 38. Landwehr-Division, die 79. Reserve-Division und die 1. Bayerische Reserve-Division.
Bei der deutschen Frühjahrsoffensive hatte die Gruppe „Carlowitz“ ab 9. April 1918 in der Schlacht von Armentieres den Lys-Übergang bei Sailly—Estaires zu erzwingen und auf Steenvoorde anzugreifen. Dem Korps waren die 35. und 42. Division im ersten und die 11. und 81. Reserve-Division im zweiten Treffen zugeteilt. Mittags erreichten die Divisionen des XIX. Korps und das anschließende Generalkommando 55 überall die Lys und den Lawe. Die 42. und die 35. Infanterie-Division eroberten Estaires im Häuserkampf. Nach Beginn des deutschen Rückzuges aus Flandern wurde das Kommando in den Elsass abgezogen.
Ab 26. September 1918 bis zum Kriegsende wurde das Korpskommando zur Heeresgruppe Herzog Albrecht von Württemberg umgruppiert und als Gruppe „Herlingen“ bezeichnet. Dem Kommandierenden Generalleutnant Lucius waren im Oktober 1918 die 48. Landwehr-Division und die 84. Landwehr Brigade zugeteilt worden.

## Kommandierender General
| Dienstgrad             | Name                            | Datum                                   |
| ---------------------- | ------------------------------- | --------------------------------------- |
| General der Infanterie | Heinrich Leo von Treitschke     | 25. März 1899 bis 21. April 1904        |
| General der Infanterie | Alexander Vitzthum von Eckstädt | 22. April 1904 bis 26. November 1907    |
| General der Artillerie | Hans von Kirchbach              | 27. November 1907 bis 27. November 1913 |
| General der Kavallerie | Maximilian von Laffert          | 30. November 1913 bis 20. Juli 1917     |
| General der Infanterie | Adolph von Carlowitz            | 08. August 1917 bis 8. August 1918      |
| Generalleutnant        | Karl Lucius                     | 09. August 1918 bis 22. Januar 1919     |
| Generalleutnant        | Max Leuthold                    | 23. Januar bis 2. Oktober 1919          |

Das bei der Mobilisierung 1914 gebildete stellvertretende Generalkommando in Leipzig führte während des gesamten Krieges General der Infanterie Georg Hermann von Schweinitz.